# Boijl
Boijl (Stellingwerfs: Buil, Fries: Boyl) is een dorp in de gemeente Weststellingwerf, in de Nederlandse provincie Friesland.
Het ligt ten noordoosten van Wolvega en telt iets minder dan 900 inwoners. Onder het dorp valt ook de buurtschap Boekelte.

## Geschiedenis
Van het dorp Boijl wordt voor het eerst in de oorkonde van 9 september 1320 melding gemaakt.
Van der Aa (deel 2, blz 369) zegt over de situatie in het dorp omstreeks 1850:
'van dit dorp liggen de huizen, ter wederzijde van de kerk, in het geboomte verspreid. Men telt, met de daaronder behoorende buurtjes Boekholt en Rijserpekamp, 300 inw., alle Herv., die tot de gemeente Noordwolde - en - Beuil behooren, en hier eene kerk zonder toren hebben'.

## Naam
Boijl kan zijn naam aan verschillende zaken hebben ontleed. Het is daarom moeilijk, omdat het op oude kaarten geschreven wordt als Buil, Beul en als Beuil. Terwijl het in de voorlopige banbrief van bisschop Guydo van Utrecht in de veertiende eeuw zelfs Boylo wordt genoemd.
- Mogelijk heeft men het Beul genoemd naar beulen = hard werken. Harder dan normaal, omdat de grond moeilijker dan elders was te bewerken. Toch neigt deze verklaring naar volksetymologie.
- Het kan ook buil zijn (zoals de bewoners het nu nog noemen) = beult, wanneer het zoals nu nog de kerk, hoger dan de omgeving lag. Niet zo vreemd, want gezien de vele overstromingen vestigde men zich liever iets hoger.
- Het kan ook afkomstig zijn van het Oudfriese beile, het Friese bule of Nederlandse buil dat ronding, zwelling betekent. Dat het in bosrijk gebied lag duidt het lo = bos uit het genoemde Boylo aan.

Hoewel de hedendaagse officiële spelling Boijl is, wordt de naam in het Nederlands ook wel als Boyl gespeld, overeenkomstig met de Friese variant. Deze spelling komt tot uiting in onder andere de naam van de Hervormde Gemeente Boyl, alsook de ANWB-bewegwijzering in de buurt van het dorp.

## Kerk en klokkenstoel
De Dorpskerk zonder toren is gebouwd in de 13e eeuw. De klokkenstoel dateert uit 1600. In de kerk bevindt zich een in 1339 gegoten klok, die de naam Martinus draagt. De kerkklok in de klokkenstoel is een van de oudste van Nederland.

## Omgeving
Het dorp ligt aan de rand van het Nationaal Park Drents-Friese Wold. Het gebied wordt ten noorden ervan begrensd door het riviertje de Linde.
Ten zuidwesten ligt het dorp Oosterstreek en ten noordoosten Elsloo. In het dorp staat een Saksische boerderij, zijn er diverse zandwegen, worden landerijen en kavels omgeven door natuurlijke houtwallen en is er een aantal kleine heidevelden en vennetjes aanwezig.
Het huidige agrarische gebruik is met name melkveehouderij, akkerbouw en lelieteelt. Boijl omvat 21 straten, alle met een eigen geschiedenis of betekenis. De hoofdstraat van het dorp - de Boijlerweg - is enkele kilometers lang.

## Geboren
- Elmar Abma (2004), wielrenner